# Trichocephala mirei
Trichocephala mirei är en skalbaggsart som beskrevs av Franz Antoine 2008. Trichocephala mirei ingår i släktet Trichocephala och familjen Cetoniidae. Inga underarter finns listade i Catalogue of Life.